# Трифонова, Татьяна Анатольевна
Татьяна Анатольевна Трифонова (род. 1948) — советский и российский учёный-биолог и педагог, доктор биологических наук (1997), профессор (1997). Заслуженный деятель науки Российской Федерации (2018).

## Биография
Родилась 15 августа 1948 года в Москве.
С 1966 по 1971 год обучалась на Биолого-почвенном факультете МГУ, с 1972 по 1976 год обучалась в аспирантуре при этом факультете. С 1976 по 1992 год работала научным сотрудником и заведующим  сектором дистанционных исследований горных геосистем Института геологических наук АН Армянской ССР. С 1992 года на педагогической работе во Владимирском государственном университете, с 1995 по 2005 год — заведующий кафедрой экологии и с 2005 года (по совместительству) кафедры биологии и экологии. С 2004 года параллельно начинает педагогическую деятельность на кафедре географии почв Факультета почвоведения МГУ в должностях: ведущий научный сотрудник и профессор.
В 1975 году Т. А. Трифонова защитила диссертацию на соискание учёной степени кандидат биологических наук по теме: «Типология пойменных земель на основе комплексного дешифрирования аэрофотоснимков : На примере среднеобской поймы», в 1997 году — доктор биологических наук по теме: «Формирование почвенного покрова гор и его картографирование на основе дистанционного зондирования: на примере Армянского нагорья». В 1997 году приказом ВАК ей было присвоено учёное звание  профессор. Является действительным членом Российской инженерной академии и член-корреспондентом Российской экологической академии.

## Научно-педагогическая деятельность
Основная научная деятельность Т. А. Трифонова была связана с вопросами в области экологии речных бассейнов. Основная библиография: «Экологическая безопасность наночастиц, наноматериалов и нанотехнологий» (2009), «Геоинформационная база данных по качеству атмосферного воздуха на территории Владимирской и Ивановской областей» (2010), «Почвенно-продукционный потенциал экосистем речных бассейнов на основе наземных и дистанционных данных» (2013), «Основы моделирования и прогнозирования чрезвычайных ситуаций природного и техногенного характера. Комплексный анализ развития фундаментальных природных процессов в земной коре с использованием математических методов и информационных технологий» (2014). Является экспертом Российского фонда фундаментальных исследований и Российского научного фонда по отделению «Науки о Земле», членом экспертного совета ВАК по биологическим наукам,  председателем государственной аттестационной комиссии по направлению «Экология и природопользование» МАИ и действительным членом диссертационных советов ВГУ и МГУ. Является руководителем созданного ею научного направления «Экология речных бассейнов». Является автором более 200 научных работ, ей было опубликовано более 250 статей в научных журналах и девять научно-исследовательских работ. Под её руководством было выполнено около 27 кандидатских и докторских диссертаций.
28 ноября 2018 года Указом Президента России «За заслуги в научной, педагогической деятельности, подготовке квалифицированных специалистов и многолетнюю добросовестную работу» Т. А. Трифонова была удостоена почётного звания Заслуженный работник высшей школы Российской Федерации.

## Награды
- Заслуженный деятель науки Российской Федерации (2018)[6]
- Почётный работник высшего профессионального образования Российской Федерации (2004)[2]